# Herbert Nouwens
Herbert Gerard Maria ("Herbert") Nouwens (Oegstgeest, 11 september 1954) is een Nederlandse beeldhouwer.

## Leven en werk
Nouwens ving zijn beeldhouwstudie in 1972 aan bij Dirk Bus aan de Koninklijke Academie van Beeldende Kunsten in Den Haag. In 1973 vervolgde hij die opleiding aan de Stadsacademie voor Toegepaste Kunst in Maastricht. Hij sloot deze opleiding in 1977 af met de Henriëtte Hustinkx Prijs voor de meest veelbelovende student. De prijs stelde hem in staat om in 1977 een studiereis naar China te maken. Van 1977 tot 1979 volgde hij een postacademische studie aan de Jan van Eyck Academie in Maastricht bij de beeldhouwer Piet Killaars. Hij volgde onder andere een workshop in 1985 bij de Engelse beeldhouwer Anthony Caro. Ten slotte was hij nog deelnemer aan workshops bij Shinkichi Tajiri (1978 in Maastricht) en bij Tim Scott (1992 in Berlijn).
Hij volgde een lange ontwikkeling van figuratief beeldhouwer naar de abstracte beeldhouwer die hij van de jaren tachtig af werd. Zijn grote voorbeeld is de Amerikaanse beeldhouwer David Smith. Staal is het materiaal waarmee Nouwens werkt. Tot 2004 werkte hij in diverse ateliers in Amsterdam (o.a. op het terrein van de voormalige Westergasfabriek). Nouwens woont en werkt sinds 2004 in een voormalige melkfabriek in het Groningse Slochteren.
Zijn stijl laat zich niet eenvoudig omschrijven: niet constructivistisch, niet minimalistisch (al schuwt hij het minimalisme niet) en geen popart. Zijn werk sluit aan bij dat van de Engelse naoorlogse generatie beeldhouwers, zoals Anthony Caro, Phillip King, Eduardo Paolozzi en anderen.
Nouwens werkt vaak aan groepen sculptures. Enkele voorbeelden hiervan zijn:
- Twintig constructies (1988). Stedelijk Museum (Amsterdam)
- Vier staalassemblages op een rij (1994/5).[1]
- 24 Preludes (1998)[2]
- Campaniles (1999)[3]
- Beelden aan het Lint (2007)
- De Suites (2007)[4]
- Quartetto (2008).[5]

Hij maakt zijn stalen objecten zowel in klein formaat als (zeer) grootschalig, zoals de monumentale sculptuur Fuga (1992/3) in opdracht van de Rijksgebouwendienst voor het Rijksbelastinggebouw in Amersfoort: 14 m hoog, 31 ton staal (vervormde en geassembleerde 3 cm dikke scheepswanden).

## Werken (selectie)
- Oorlogsmonument, Bos van Wijckerslooth in Oegstgeest (1982), in samenwerking met Monica van Panthaleon van Eck
- Monument op begraafplaats (1983), Herten (L)
- Zonder titel (1990), Ringbaan-Zuid in Tilburg
- Gevelbeeld (1992), Lepelkruisstraat in Amsterdam
- Gesloten huis (1992), Penitentiaire Inrichting, Zoetermeer
- Vier constructies voor een plek (1994), Beeldenpark Zwijndrecht in Zwijndrecht
- Amadora (1996), beeldhouwersymposium Escultura di Ferro in Amadora, Portugal
- Symphonie (1999), Zaltbommel
- De Poort van Bergen (2002), Bergen
- Beeldengroep Corus: Arie, Piet, Loes, Henk en Ludwig (5 torens), Beeldenpark Een Zee van Staal, Wijk aan Zee (2003)
- Beeldenroute Brettensuite, 20 sculpturen aan het Brettenpad in Amsterdam-West (2014)

## Fotogalerij

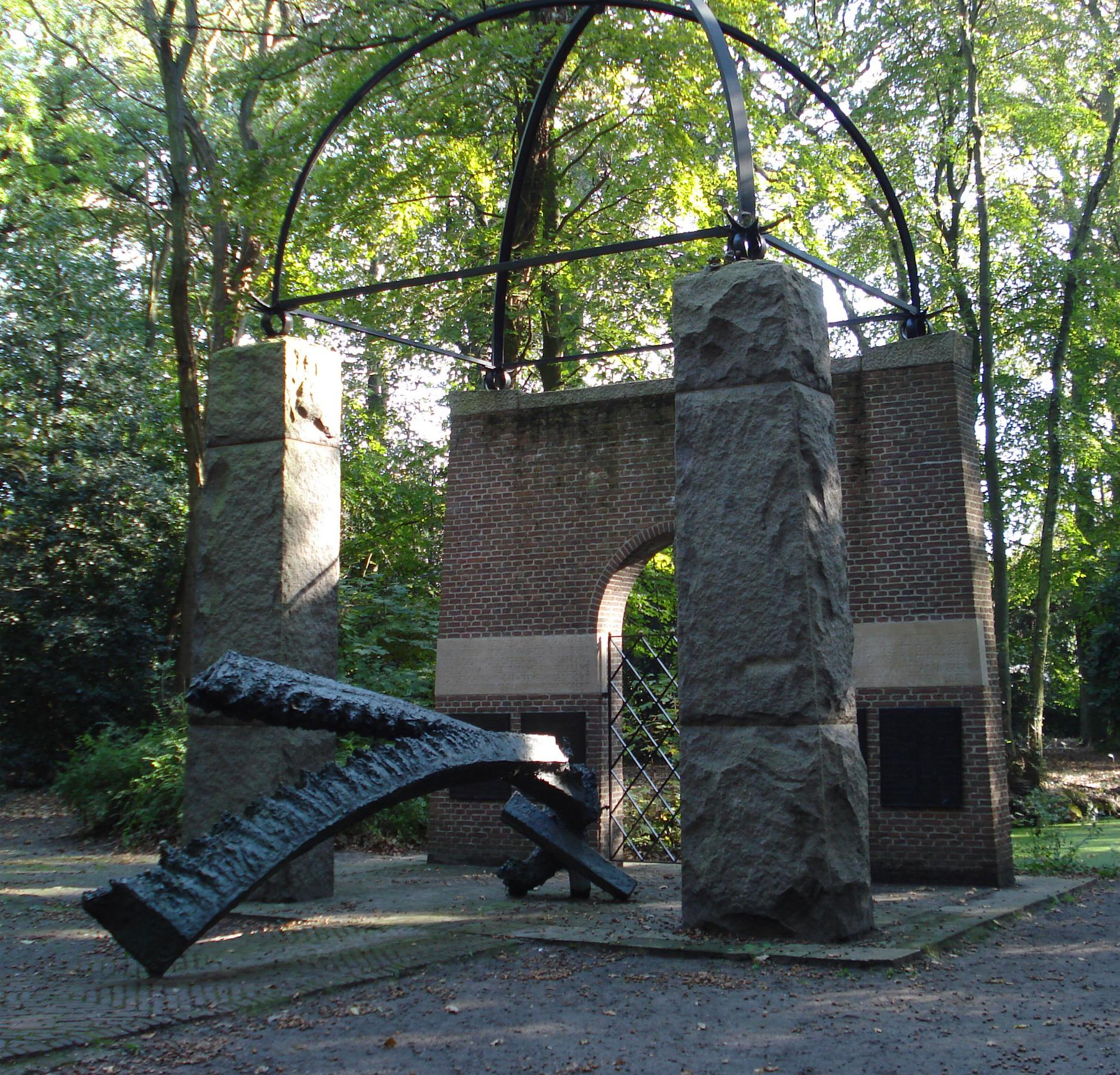
Oorlogsmonument (1982), Oegstgeest
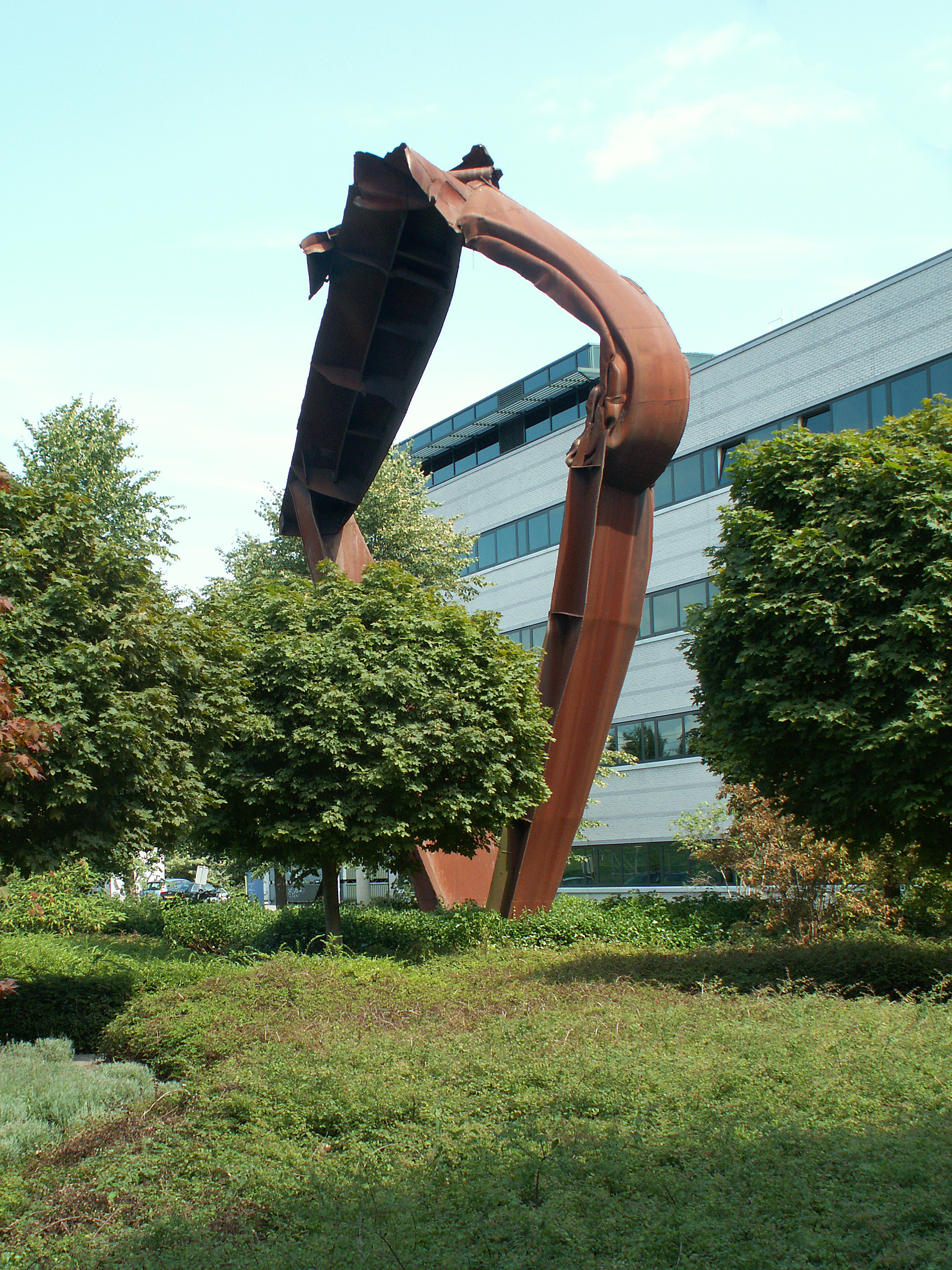
Fuga (1992/3) in Amersfoort
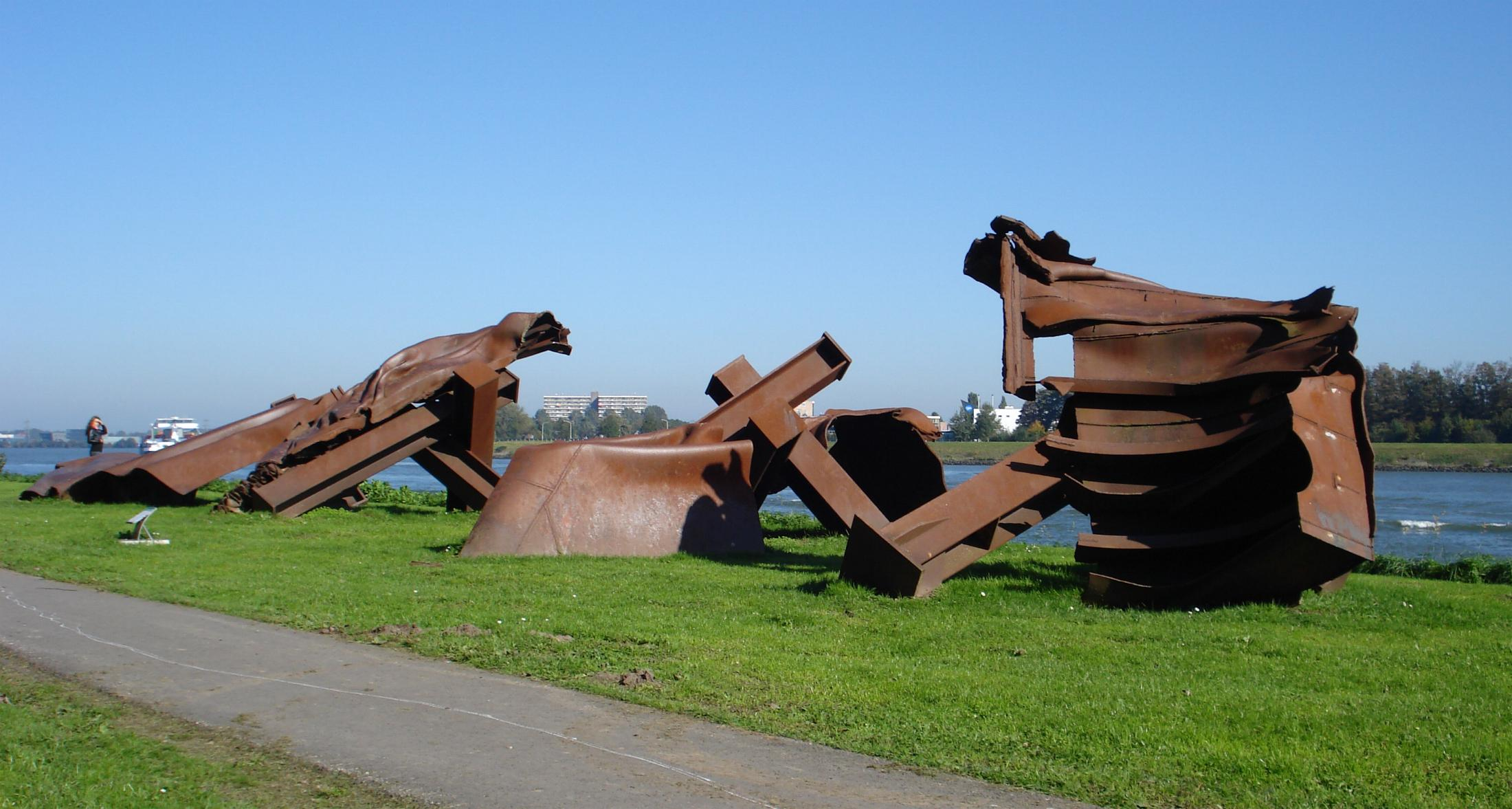
Vier constructies voor een plek (1994), Zwijndrecht
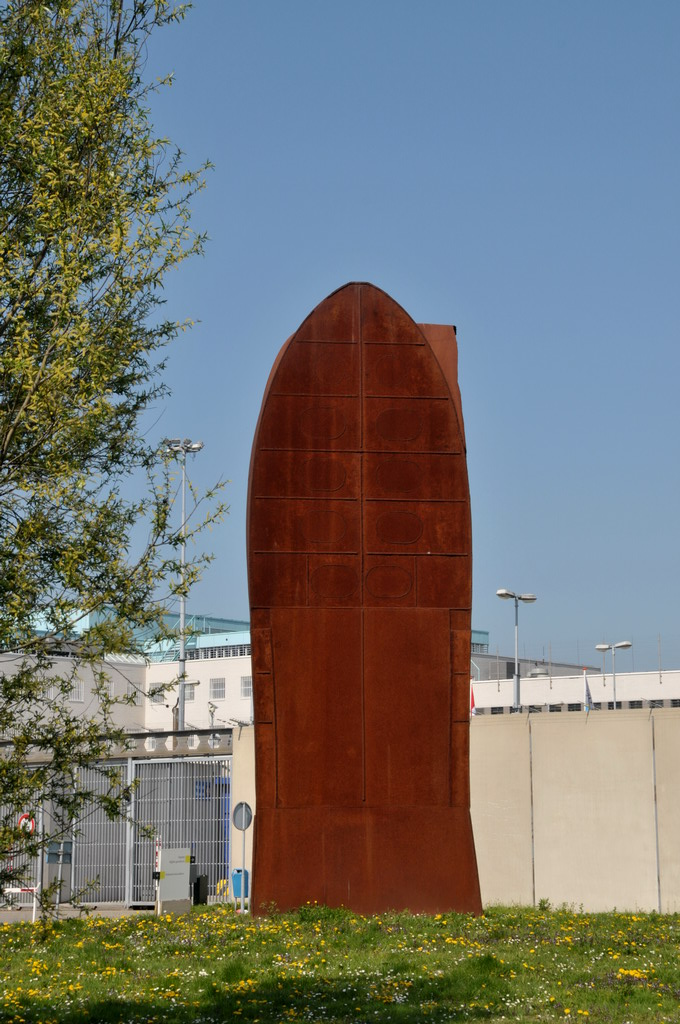
Gesloten huis I (1995), Zoetermeer
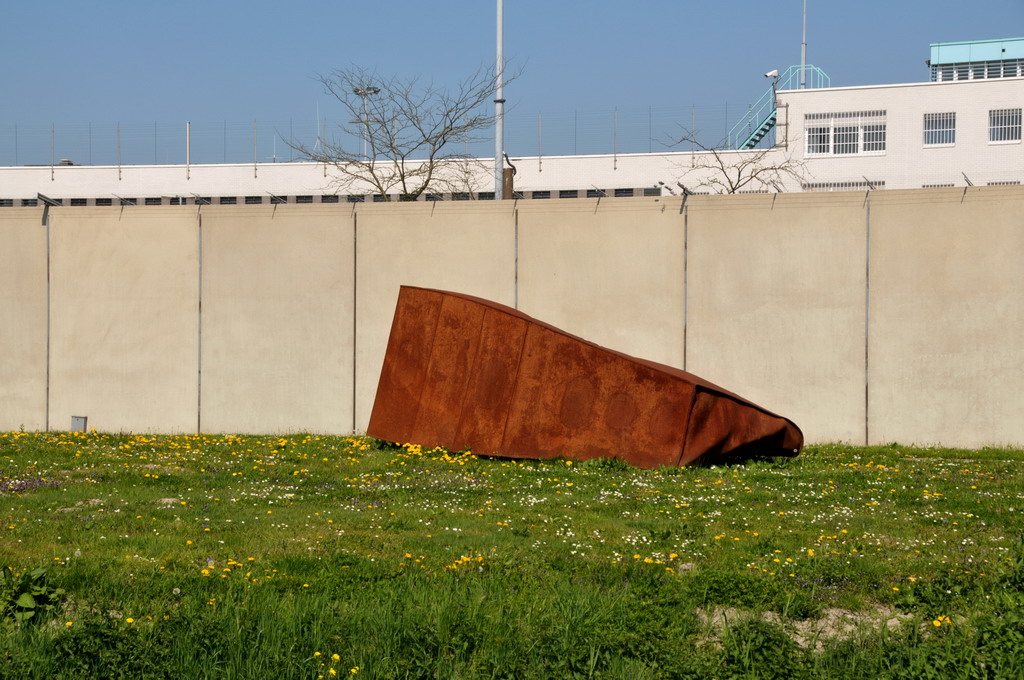
Gesloten huis II (1995), Zoetermeer
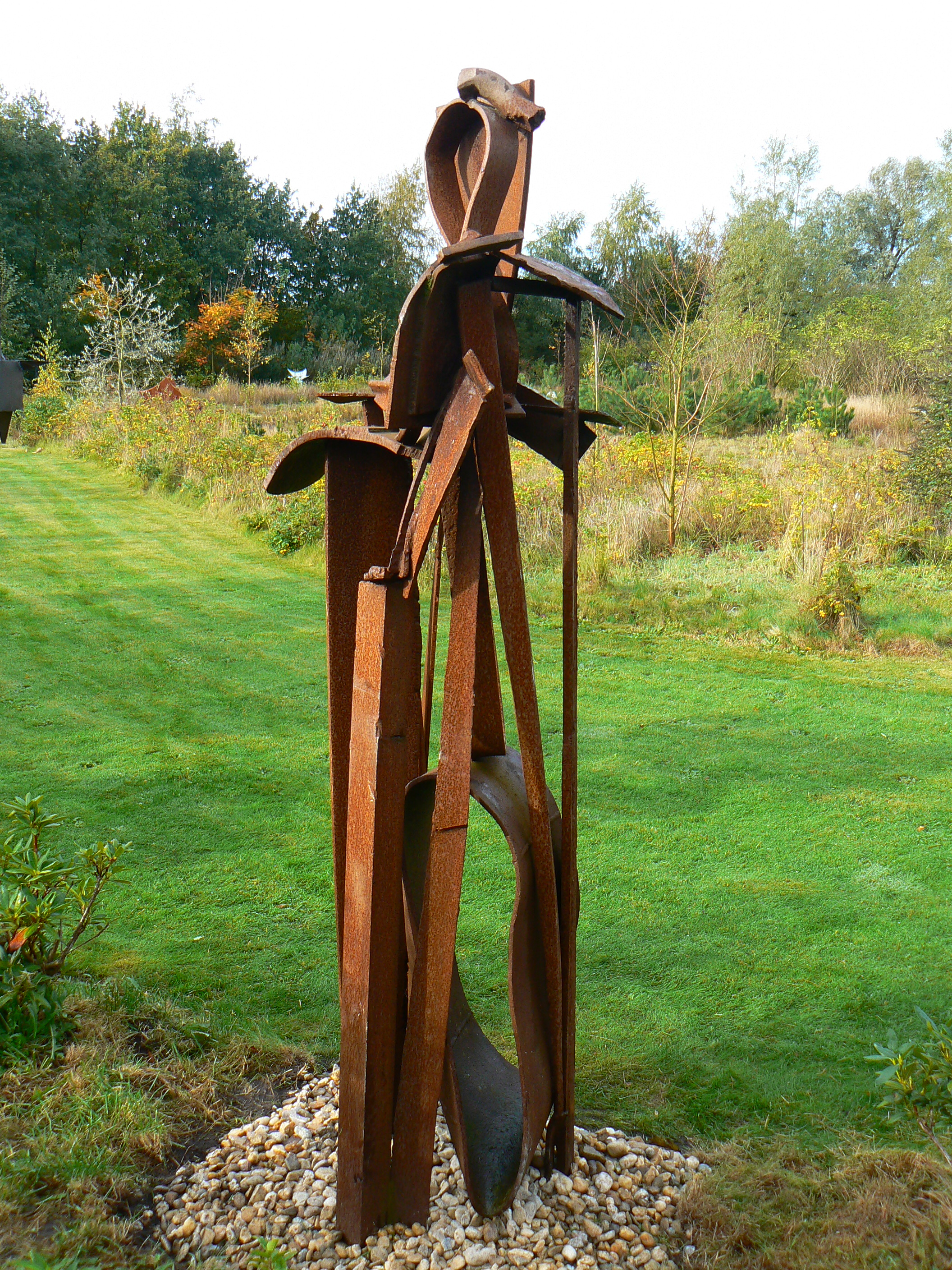
Zonder titel (2000), particuliere collectie in Nederland
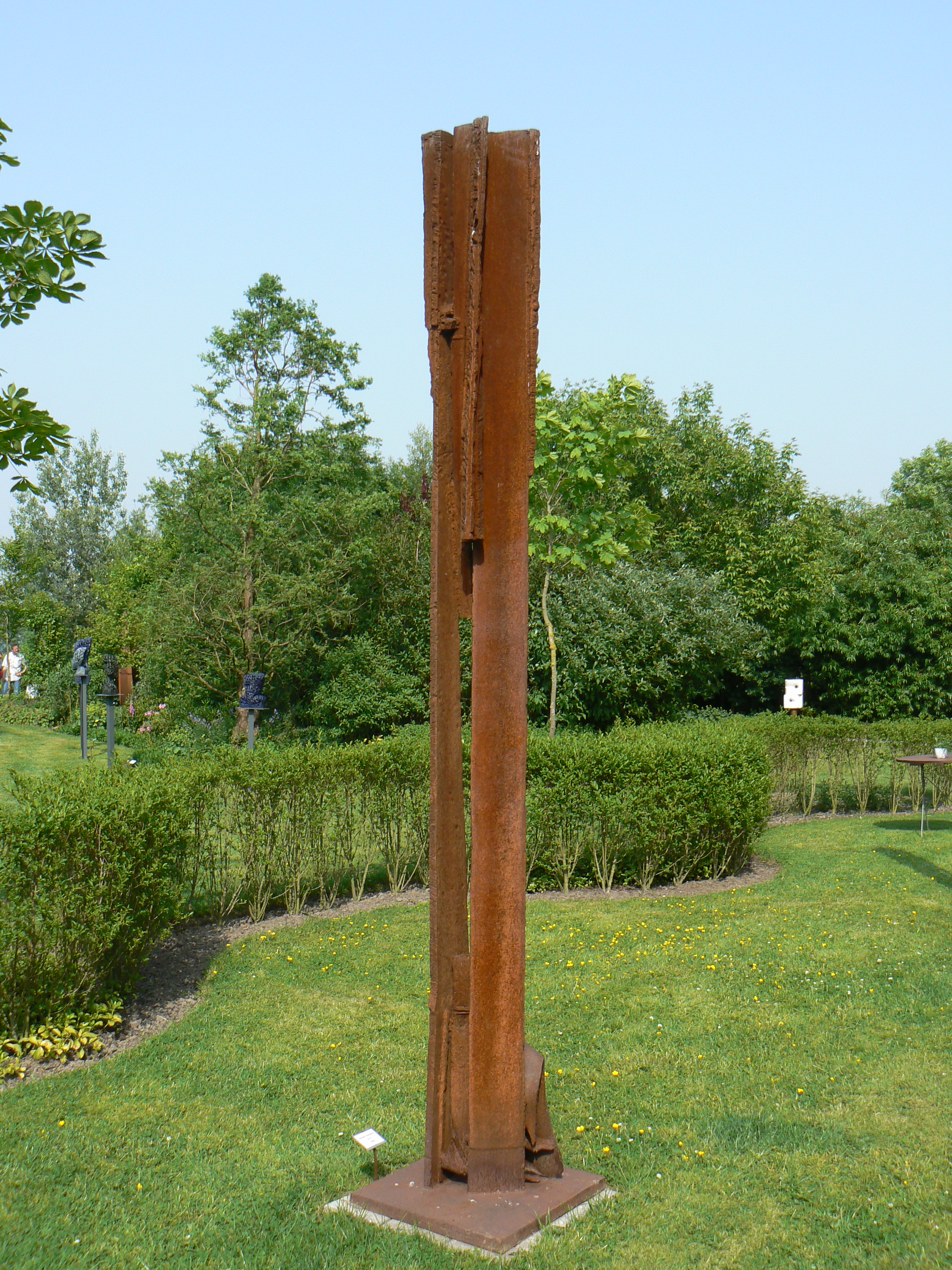
Zonder titel (2000) in Skulpturengarten Funnix in Duitsland
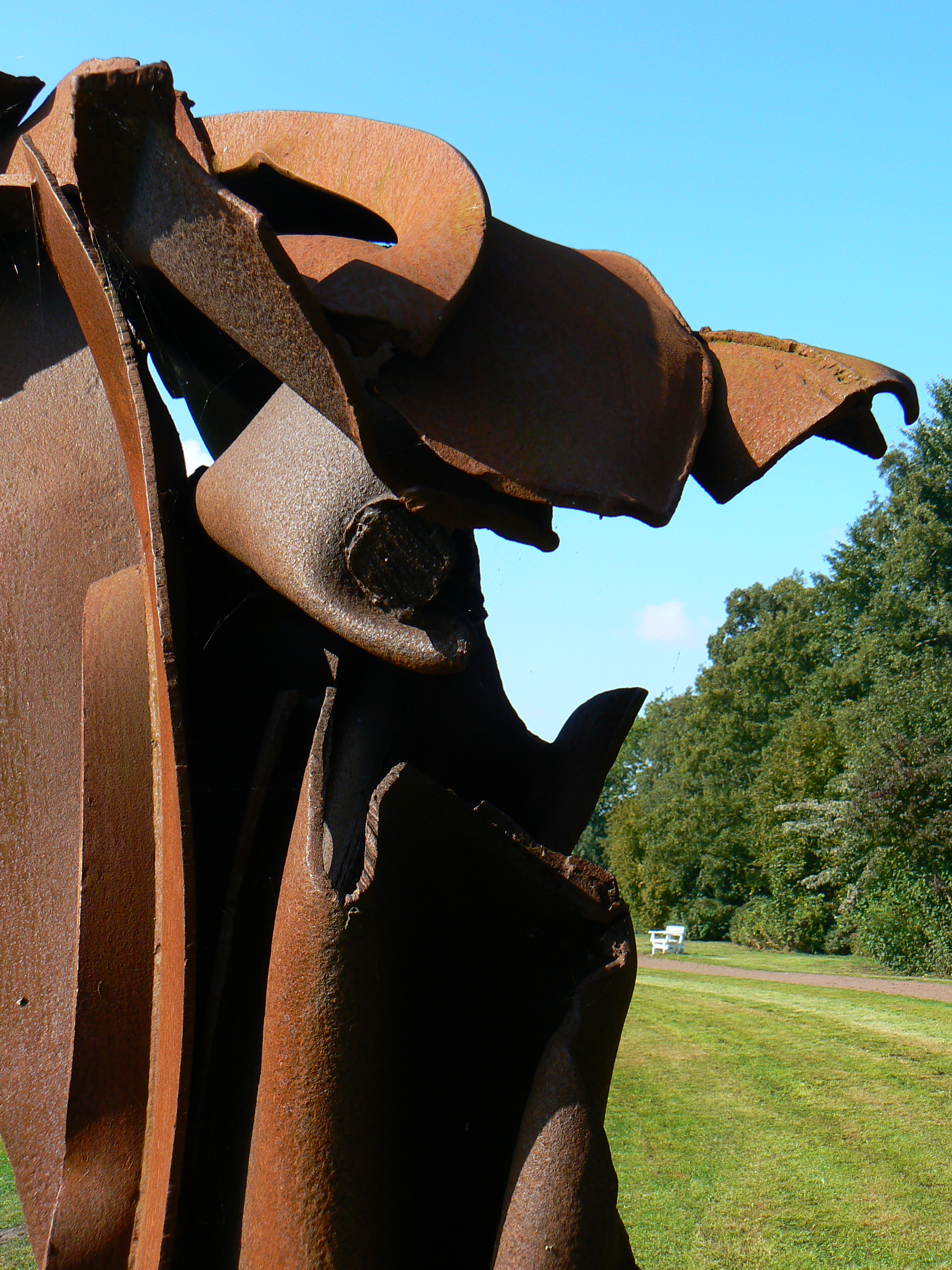
Detail sculptuur zonder titel in Papenburg/Duitsland
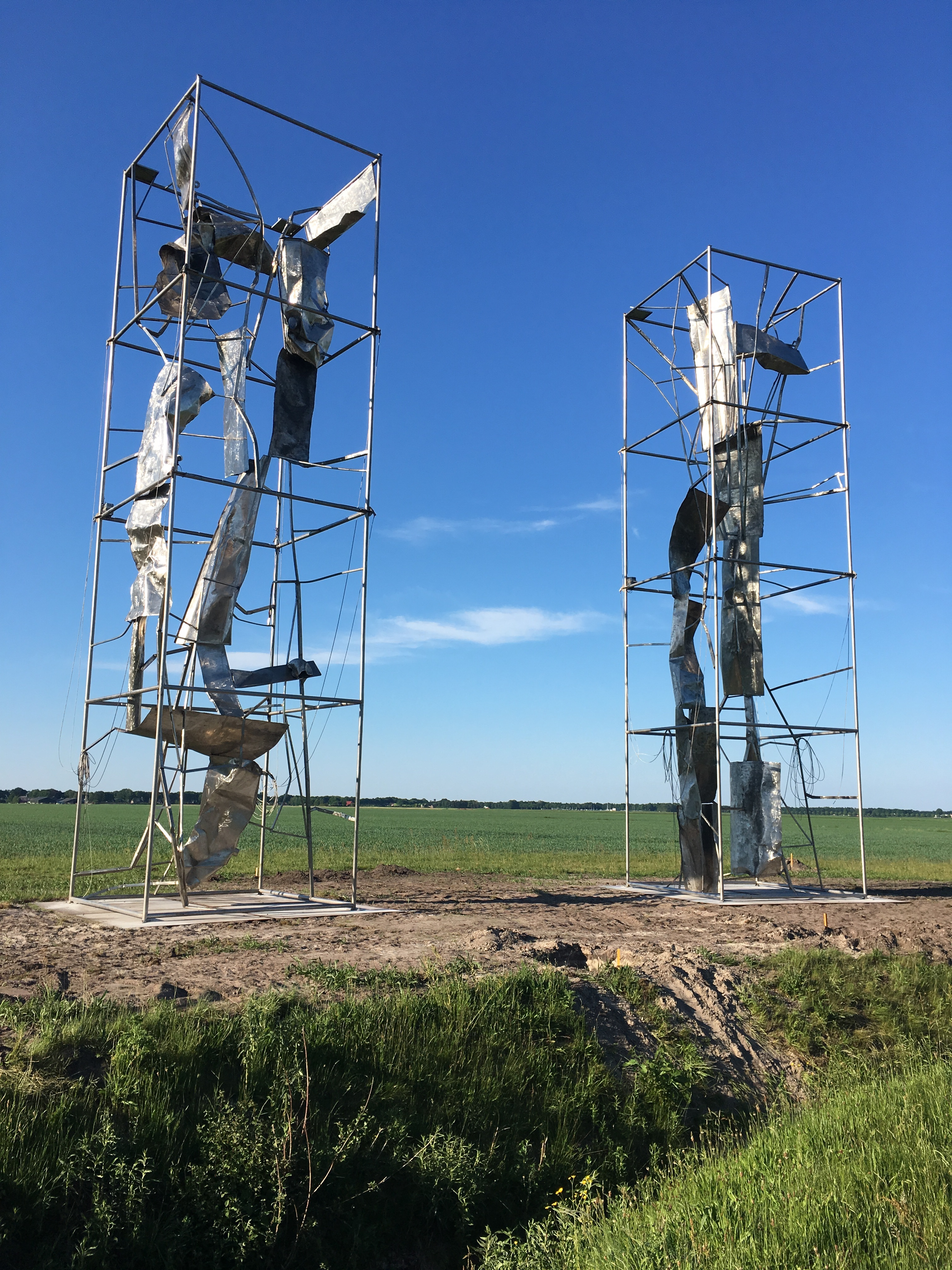
Engelendeel in Kolham
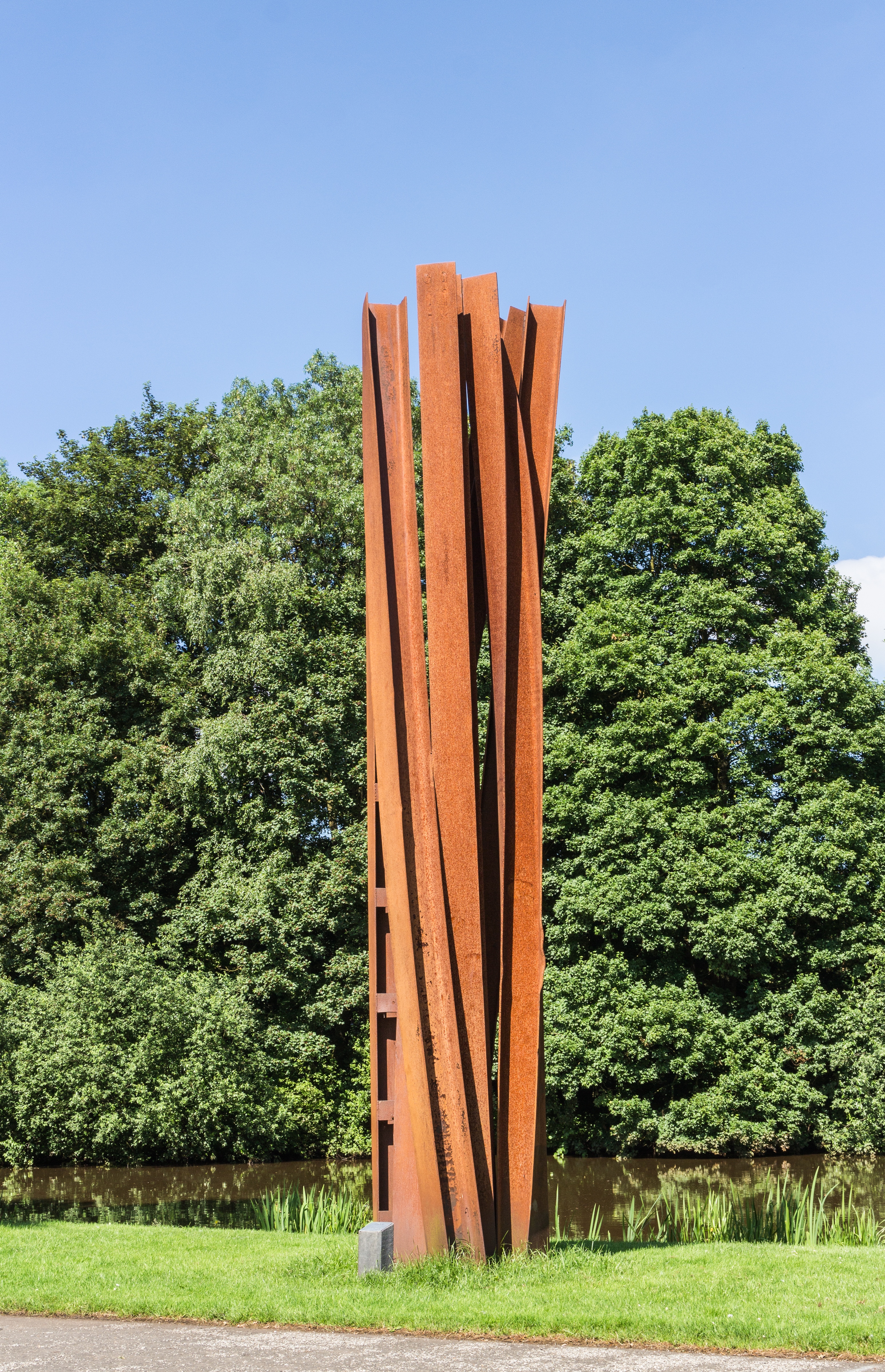
Suite 2. Locatie. Stadspark Winschoten.
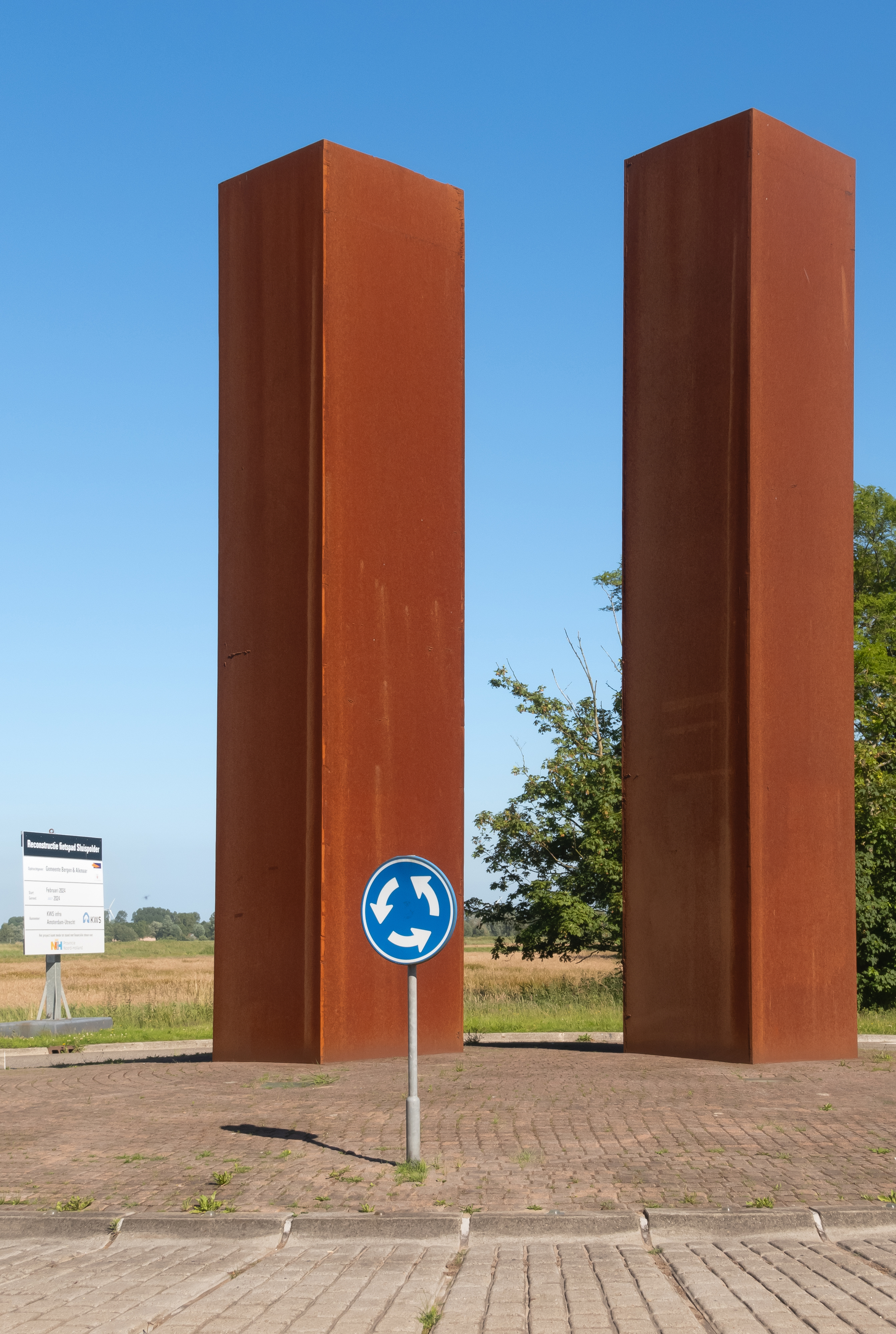
De Poort van Bergen (2002), Bergen, Noord-Holland